# Anda suelto el animal (Box)
Anda suelto el animal es una caja recopilatoria del músico hispano-venezolano Xulio Formoso editado por el Centro Nacional del Disco (CENDIS). La caja contiene tres discos compactos, un DVD y un libro en color con fotos e información sobre el artista y la grabación del disco. Las letras de las 39 canciones fueron escritas por Farruco Sesto y la música y su interpretación fue de Xulio Formoso. Aunque el formato es normalmente reservado para colecciones recopilatorias y es una rareza dentro de la discografía venezolana, este es un disco de estudio. 
En la grabación participaron algunos de los músicos e intérpretes de música venezolana más reconocidos del país como Lilia Vera, Ismael Querales y Beto Valderrama. El set también incluye un DVD con un videoclip de "La pajarita" producido por La Villa del Cine y con diálogos entre Farruco Sesto, Xulio Formoso, Toñito Naranjo, Pedro Colombet e Iván Padilla. Por la longitud del álbum, posteriormente se editó una versión reducida con sólo una selección de los temas contenidos en el set.

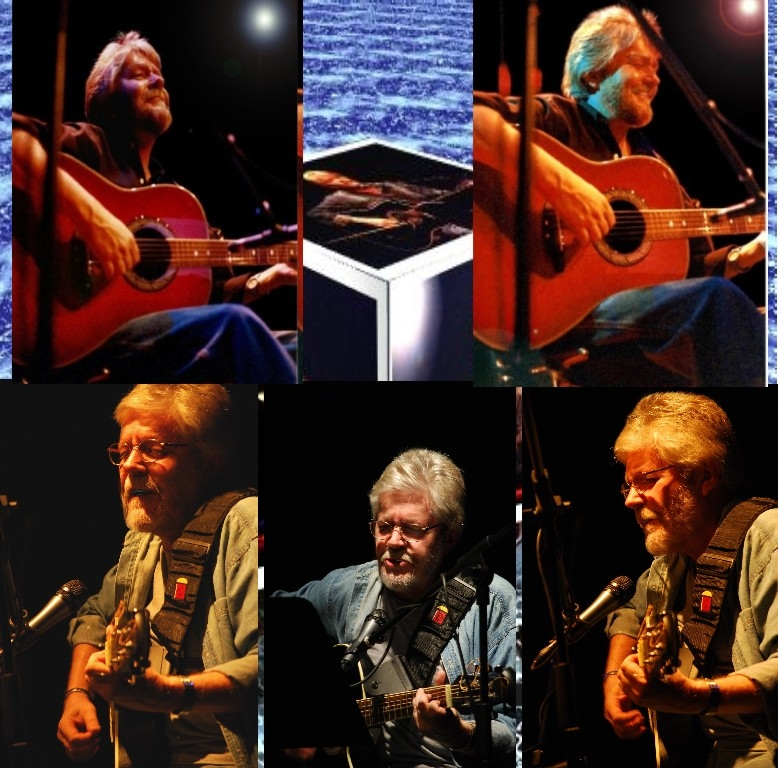
Xulio Formoso en concierto.

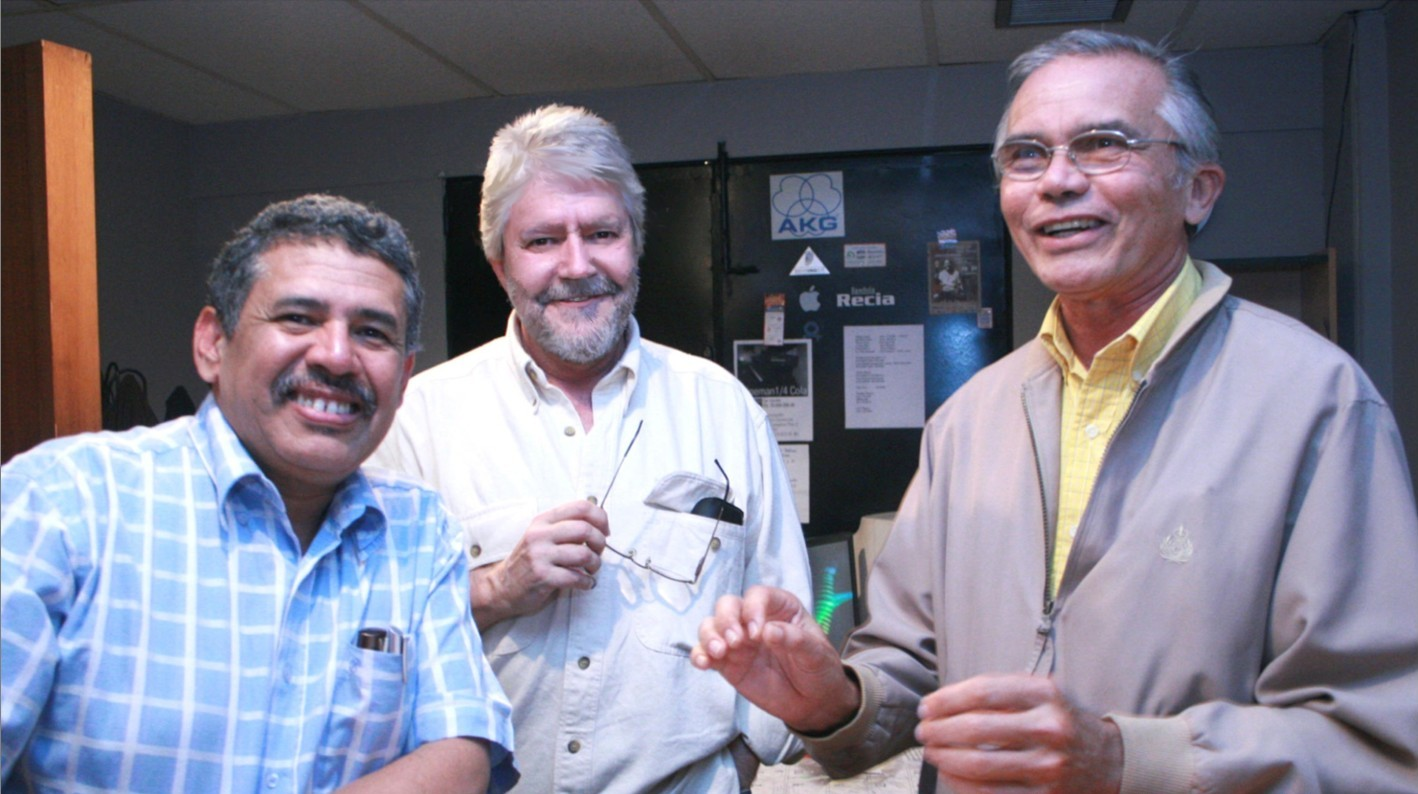
Toñito Naranjo, Xulio Formoso y Beto Valderrama en la grabación de "Anda suelto el animal" Caracas, noviembre de 2007

## Canciones
CD 1
1. Anda suelto el animal (4:14)
2. Canto del Alba (4:32)
3. Un amor desmedido (6:18)
4. Camarada, camarita (3:36)
5. Razones de la dialéctica (4:40)
6. Salve, reina de la tierra (3:52)
7. Ella es la amada que no oculta el rostro (3:50)
8. La pajarita (5:19)
9. Por conseguir las gemas (3:37)
10. Vamos a bailar el vals (3:21)
11. Canto al Che (3:51)
12. Por olvidar (4:23)
13. Canto del Alba (Versión coral) (2:42)

CD 2
1. Bolivariana (3:25)
2. El Sur no es un lugar (3:47)
3. Esta casa del amor (3:01)
4. Coplas de la verdad (3:51)
5. Arranco por la esperanza (3:19)
6. Quién de los ríos prendado (3:39)
7. Una plegaria amorosa (4:04)
8. Nueva cantiga de amigo (2:43)
9. Malagueña de lo oscuro (4:08)
10. Agua sobre papel / Si voy me quemo (6:35)
11. Sé por qué cantar (3:22)
12. De dónde viene cuando viene sabia (3:35)
13. El Sur no es un lugar (Versión coral) (4:12)

CD 3
1. Pero en verdad (4:14)
2. Subo la cuesta (4:32)
3. Nuestro amor es la cosa más sencilla (6:18)
4. Me pongo la boina de la guerra (3:36)
5. Nada será mientras no vengas (4:40)
6. Ay, viento tan persistente (3:52)
7. Un canto no cabalgado (3:50)
8. Ella tomó mi pecho (5:19)
9. Mujer (3:37)
10. Quién pudiera por amor (Tríadas) (3:21)
11. Me gusta lo que pasa (3:51)
12. Vuelta hacia afuera (4:23)
13. Fuera del tiempo / Sol a medio amanecer (3:42)

DVD
1. Videoclip de “La Pajarita”
2. Conversaciones y cantos entre Xulio Formoso, Farruco Sesto, Toñito Naranjo, Pedro Colombet e Iván Padilla.
3. Galería fotográfica
4. Textos y poemas

## Créditos (alfabético)
Músicos
- Alejandro Sardá: Cellos.
- Alexander Livinalli: Percusión latina.
- Coral Seniat Centro Occidente: Voz (CD1-13, CD2-13)
- David Carpio: Bajos
- Eddy Marcano: Violín (CD3-12, CD3-11, CD1-8)
- Eduardo Betancourt: Arpas y maracas
- Eugenio Matos: Piano (CD1-1)
- Francisco Grillo: Trompetas
- Franklin Navas: Acordeón (CD1-8)
- Gad Schliesser: Acordeón (CD-1-10, CD3-9, CD3-11, CD3-12)
- Héctor Naranjo: Coros
- Jaime Martínez: Oboes
- Javier Marín: Cuatro (CD2-9)
- José Antonio Naranjo "Toñito": Flautas
- José Rafael Naranjo: Coros, cuatro (CD1-4)
- Lerryns Hernández: Baterías, panderetas, clave
- Luis Pino: Cuatro (CD1-11)
- Pablo Escalona: Guitarras eléctricas, saxo soprano
- Pedro Colombet: Guitarras acústicas, cuatro (CD2-4), bandola (CD1-11, CD2-4), pandeiro, bombo leguero, bajo eléctrico, samplers.
- Verónica Naranjo: Coros
- Williams Naranjo: Violín (CD1-5, CD-1-10, CD2-7), mandolinas (CD3-1)
- Xulio Formoso: Armónicas, guitarra Ovation

Invitados especiales
- Beto Valderrama: (CD3-3, CD2-9)
- Elena Gil: Voz (CD2-7)
- Isabel Palacios: Zanfoña (CD3-8)
- Ismael Querales: Bandola (CD1-4)
- Lilia Vera: Voz (CD1-2, CD3-3)
- Vidal Colmenares: Voz (CD1-4, CD2-4)

Producción discos compactos
- Arreglos, producción y dirección musical: Pedro Colombet.
- Asesoría musical: José Antonio "Toñito" Naranjo.
- Asesoría musical y mezcla: Víctor y Pablo Escalona (CD2-1).
- Diseño gráfico: Dileny Jiménez
- Fotografía: Javier Gracia, Loel Henríquez, Equipo de Semanario Todosadentro.
- Grabado en: Estudios Síncopa (Instrumentos y coros), Luna Creciente (Voces de Xulio Formoso), Estudios Tomás Cardona (Canciones corales y "CD1-8").
- Ingenieros de sonido: Juan Carlos Almao, Lerryns Hernández, Tomás Cardona, Pablo Escalona.
- Mezcla y masterización: Juan Carlos Almao

Producción DVD
- Grabación: Estudios del Ministerio del Poder Popular para la Cultura (diciembre de 2007)
- Producción audiovisual: Todosadentro, Pedro Martínez, Equipo TV Todosadentro.
- Video edición "La Pajarita": Equipo de la Villa del Cine.